# Venatrix palau
Venatrix palau är en spindelart som beskrevs av Volker W. Framenau 2006. Venatrix palau ingår i släktet Venatrix och familjen vargspindlar. Inga underarter finns listade i Catalogue of Life.